# Kilwinning n°0
Kilwinning n°0 és una cèlebre lògia maçònica, constituïda a la ciutat de Kilwinning, a Escòcia sota els auspicis de la Grand Lodge of Scotland.
Kilwinning n°0 és sovint esmentada com la lògia maçònica més antiga d'Escòcia, fins i tot del món. Els orígens de la corporació de la qual és procedent es remuntarien al segle xii.
Porta el número zero al registre de la Grand Lodge of Scotland, en resposta a baralles històriques de precedència amb la Lodge Mary's Chapel n°1 d'Edimburg que van tindre lloc a l'origen de la publicació dels segons Estatuts Schaw el 1599.
Aquesta discussió va prosseguir fins a 1807, data en què la Grand Lodge of Scotland i la Grand Lodge of Kilwinning es van reunir a Glasgow. La precedència que reclamava la lògia de Kilwinning li va ser aleshores reconeguda per l'adjudicació del número "0" que li permetia aparèixer al capdavant de les lògies de la Grand Lodge of Scotland, davant Mary's Chapel n°1. A canvi, la lògia de Kilwinning va acceptar de renunciar a la seva independència i de posar fi a la seva separació de la Grand Lodge of Scotland.
Avui practica el Ritu Estàndard d'Escòcia que apel·la al seu origen.